# San Mauro Abate (titolo cardinalizio)
San Mauro Abate (in latino Titulus Sancti Mauri Abbatis) è un titolo cardinalizio istituito da papa Francesco il 7 dicembre 2024. Il titolo insiste sulla chiesa di San Mauro Abate.
Dal 7 dicembre 2024 il primo titolare è il cardinale cileno Fernando Natalio Chomalí Garib, arcivescovo metropolita di Santiago del Cile.

## Titolari
- Fernando Natalio Chomalí Garib, dal 7 dicembre 2024